# Лонкомін (Любуське воєводство)
Лонкомін (пол. Łąkomin, нім. Lindenwerder) — село в Польщі, у гміні Любішин Ґожовського повіту Любуського воєводства.
Населення — 9 осіб (2011).
У 1975-1998 роках село належало до Гожовського воєводства.

## Демографія
Демографічна структура станом на 31 березня 2011 року:
|          | Загалом | Допрацездатний вік | Працездатний вік | Постпрацездатний вік |
| -------- | ------- | ------------------ | ---------------- | -------------------- |
| Чоловіки | 4       | 1                  | 3                | 0                    |
| Жінки    | 5       | 3                  | 2                | 0                    |
| Разом    | 9       | 4                  | 5                | 0                    |